# Стадион имени Аруна Джетли
Стадион имени Аруна Джейтли (англ. Arun Jaitley Cricket Stadium, хинди अरुण जेटली स्टेडियम) — крикетный стадион, принадлежащий и управляемый правительством Дели и окружной ассоциацией крикета (DDCA). Расположен на улице Бахадур Шах Зафар Марг в Нью-Дели. Построен в 1883 году, первоначально носил название Цитадели Фируза-шаха (англ. Feroz Shah Kotla Stadium) по расположению непосредственно с этим историческим объектом.
Это второй старейший действующий международный стадион для крикета в Индии после «Иден Гарденс» в Калькутте.

## История
Первый Тестовый матч на этом месте был сыгран 10 ноября 1948 года, когда Индия встретилась с Вест-Индией.
В 1952 году в матче против Пакистана, Хему Адхикари и Гулам Ахмед установили рекорд в 111 пробегов, который держится до сих пор. В 1965 году С. Венкатарагаван в своей дебютной серии разгромил Новую Зеландию с показателями 8-72 и 4-80. В сезоне 1969/70 годов Бишен Сингх Беди и Эрапалли Прасанна в матче против Австралии принесли победу с преимуществом в семь калиток, причем на двоих разрушили 18 калиток.
В 1983 году Сунил Гаваскар отменился 29-й «сотней», сравнявшись с рекордом Дона Брэдмана.
В 1999 году Анил Кумбле разрушил все 10 калиток в подаче против Пакистана и стал лишь вторым боулером, добившимся такого результата после Джима Лейкера.
В декабре 2005 года Сачин Тендулкар в 35-й раз набрал сто пробегов в Тестовом матче. Это случилось в игре против Шри-Ланки, и он вышел на первое место по этому показателю, опередив Гаваскара.
27 декабря 2009 года Однодневный международный матч между Индией и Шри-Ланкой был отменен, поскольку состояние поля было признано непригодным для проведения матча. На основании отчета арбитра матча, Международный советом крикета запретил проводить тут матчи на протяжении 12 месяцев. Стадиону было возвращено право на проведение матчей к чемпионату мира по крикету 2011 года.
Во время второго дня Тестового матча Шри-Ланки и Индии в сезоне 2017/18 годов из-за смога гостям понадобились защитные маски, что является редким явлением. Игрок в крикет Лахиру Гамаге сообщил, что у него появилась одышка. Ник Потас, тренер сборной Шри-Ланки по крикету, сообщил, что игроку в крикет Сурангу Лакмала стало плохо из-за сильного загрязнения воздуха в Дели. С 12:32 до 12:49 игра была приостановлена, а тренер Индии Рави Шастри решал вопрос о продолжении матча с судьями на поле. Президент Контроля за крикетом Индии С. К. Ханна обвинил команду Шри-Ланки в излишней суете, а индийские зрители назвали команду «устраивающей мелодрамы». На четвертый день Мохаммеду Шами из Индии тоже становилось плохо на поле.
После матча обе страны-участницы раскритиковали решение провести Тестовый матч в Дели из-за высокого уровня загрязнения воздуха. Тренер из Шри-Ланки Асанка Гурусинха сказал, что обе команды использовали кислородные баллоны в своих раздевалках и предложил использовать измерители качества воздуха в будущем. Президент Индийской медицинской ассоциации К. К. Агарвал заявил, что игра в таких условиях может привести к заболеваниям легких и сердца, и рекомендовал включить загрязнение атмосферы в качестве фактора в критерии оценки матча.
По состоянию на 2017 год национальная сборная Индии по крикету не проигрывала здесь более 28 лет в Тестовых матчах и более 10 лет в Однодневных международных матчах.
На стадионе проходили матчи чемпионата мира по крикету 2023 года.

## Переименование стадиона
В 2017 году окружная ассоциация крикета дала названия трибунам стадиона. Им были присвоены имена бывшего капитана сборной Индии Бишана Сингха Беди, а также игроков Мохиндера Амарнатха и Гаутама Гамбхира. Раздевалка хозяев поля была названа в честь Рамана Ламбы, а выездная раздевалка — в честь Пракаша Бхандари.
12 сентября 2019 года стадион был переименован в память о бывшем президенте окружной ассоциации крикета и министре финансов Аруне Джетли после его смерти 24 августа 2019 года. Президент DDCA Раджат Шарма сказал: «Именно благодаря поддержке и поощрению Аруна Джетли появились такие игроки, как Вират Кохли, Вирендер Сехваг, Гаутам Гамбхир, Ашиш Нехра, Ришаб Пант и другие, ставшие гордостью Индии».
Аруну Джетли во время его пребывания на посту президента DDCA также приписывают модернизацию сооружения, увеличение вместимости и улучшение условий для игроков.
В тот же день одной из трибун стадиона было присвоено имя капитана сборной Индии Вирата Кохли.
Смена названия подверглась критике со стороны бывшего индийского капитана Бишана Сингха Беди, который обвинил окружную ассоциацию в «раболепном почтении» и попросил убрать его имя с трибуны стадиона и отменить его членство в ассоциации. После объявления об изменении названия DDCA уточнила, что переименован был только стадион, а сама площадка по-прежнему будет называться Feroz Shah Kotla Ground.